# Râul Valea Fermelor
Râul Valea Fermelor este un curs de apă, afluent al Râului Olt. 

## Hărți
- Harta județului Sibiu